# 김진이 (핸드볼 선수)
김진이(1993년 6월 20일~)는 대한민국의 핸드볼 선수로 포지션은 레프트백이다. 현재 핸드볼코리아리그의 부산시설공단 여자 핸드볼단 소속으로 뛰고 있다.

## 학력
- 황지초등학교
- 황지여자중학교[세연중학교]
- 황지정보산업고등학교

## 경력
- 2014년 아시안 게임 여자 핸드볼 국가대표

## 수상
- 2014년 아시안 게임 여자 핸드볼 금메달